# 永寧里樟樹伯公
24°53′06″N 121°08′57″E / 24.884887°N 121.149162°E
永寧里樟樹伯公，是位於臺灣桃園市楊梅區永寧里小楊梅，一棵被當地人視為神樹的樟樹與一座土地祠。

## 保育
早年從楊梅到苗栗山區有很多樟樹。此樟樹離楊梅的揚昇高爾夫球場旁約數百公尺，在桃71線的新竹客運黃屋公車站牌附近，須經過黃姓人家的三合院前小徑才能進入，在永寧里小楊梅1鄰5號黃姓人家住宅前，屬楊梅山區永寧段1113號。樹前有社子溪上游的小楊梅溪。

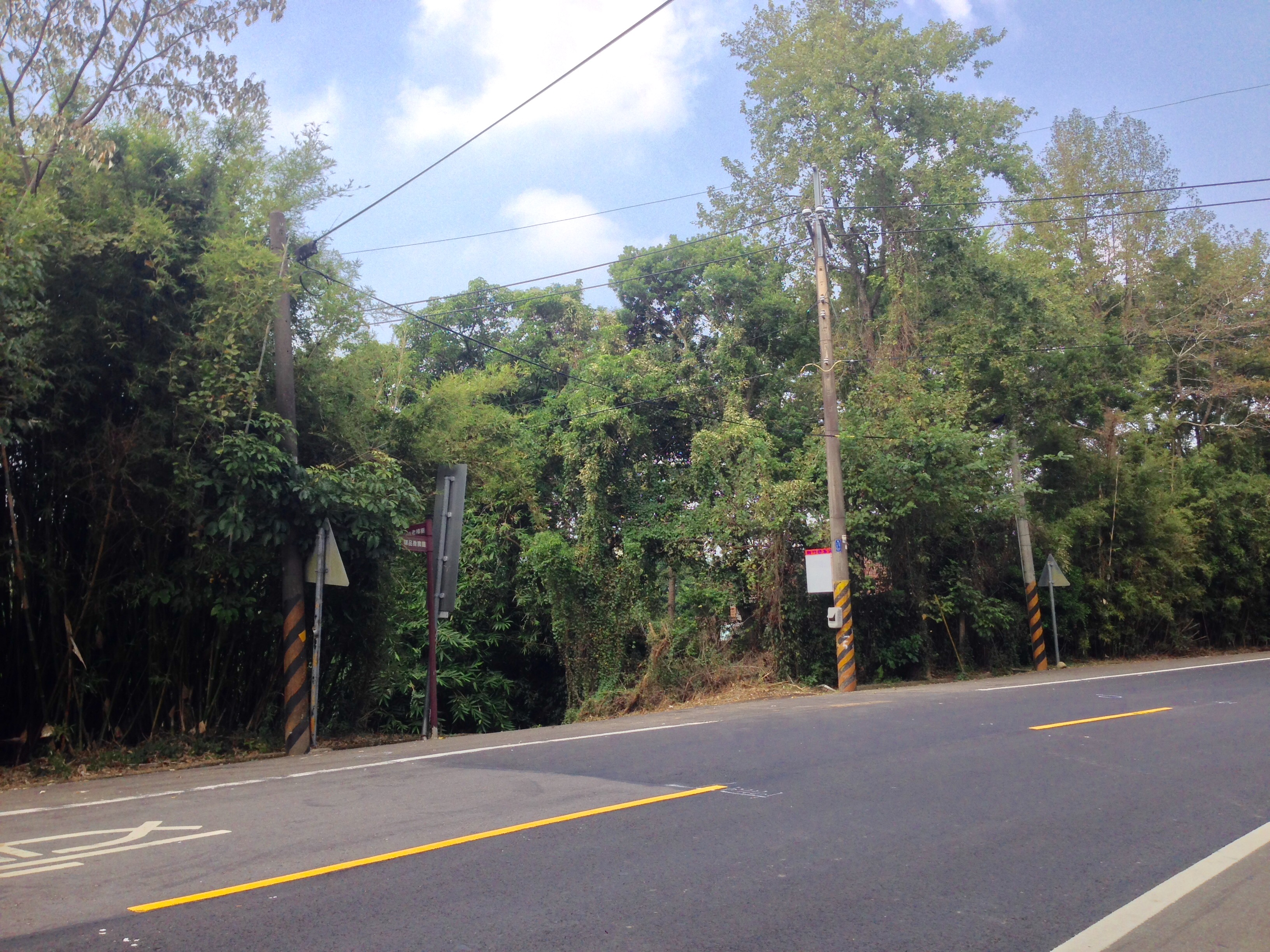
黃屋公車站牌與往樟樹伯公的小徑。

台灣鄉間老樹以榕樹、茄苳、樟樹與楓香較多，「老樹配小廟」是典型台灣鄉間景觀，若老樹得以留存大都因為民間對神樹的敬畏。當地住戶黃裕光回憶，他祖父拒絕日本人要砍此樹來提煉樟腦油，因日本人也相信老樹有樹神，於是大家面對面看一陣子後，最後誰也不敢砍樹，該樹才能幸運活存至今；永寧里長黃耀昌解說，日本人原先也要砍此樹以製造樟腦丸送往戰區前線，當時已將土地公廟遷走，但正巧日本戰敗，這棵樟樹才幸運保留。
1999年7月，台灣環境保護聯盟桃園縣環境保護協會為補強桃園縣府未登錄有案的珍貴樹木，以三個月時間尋找樹齡百年以上的低海拔老樹，先由居民提供符合老樹資格的三大條件之一，分別是胸高直徑一點五公尺以上、樹齡一百年以上、特殊或具有代表性之樹種，然後由專人前往會勘，最後由中興大學植物系教授陳明義協助鑑定。成果是找到包括此樹的十多株老樹，同年11月2日起藉統領百貨桃園店展出資料和攝影作品。
桃園縣環境保護協會在2000年3月29日，將縣府農業局未登錄的十五株老樹資料交農業局列管，並在桃園縣文化中心舉辦老樹寫真攝影展。同年6月21日，因提報無下文，楊梅鎮公所幫忙提報桃園縣府，爭取農委會列入珍貴老樹保護和考慮開發觀光。2006年報導時，除永寧里民爭取列為保護外，還將詳細地理位置列為機密。同年10月才由縣府農業局將此老樟樹列為該縣珍貴樹木的第78號，於同年12月立牌列管。
縣府農業局撥款新台幣十萬元給當地里長整地修建欄柵，在2007年1月4日由縣長朱立倫率領農業發展局長陳麗玲與楊梅鎮長、縣議員等十數人前往為該工程揭牌。但因此工程砍除老樹旁共生的十一株樹，引發不同意見。被砍的樹種有黃牛檀、象棋樹、甜茶樹、七里香樹等樹種，曾為楊梅伯公山老樹群發起護樹運動的前鎮代劉青嵩在同年1月10日獲報前往探視，抗議縣府造成樹的浩劫；農業局長陳麗玲則回應，之所以砍樹，是為了讓老樹獲得較好的生長環境，原先想要移植小樹，但因為小樹的根部和老樹已經盤根錯節，所以才將這些小樹、竹子砍除；農業發展局珍貴老樹主辦人劉家邦坦承作為不當，說往後施作老樹保護時，一定會考慮共生植物的保存；永寧里長蕭寶忠解釋砍樹與做圍籬有先經過附近居民表決，並獲得樟樹下的土地公擲筊三次同意，原本還打算一併將老樟樹前的姑婆芋挖除，但土地公不同意。
2010年報導時，自然生態專家陳仰聖說這棵樹高12公尺、樹圍6.7公尺。次年報導時，桃園縣政府農業發展局表示這棵樹是桃園平地最老的樟樹。
原先有一棵老楓樹與老樟樹並存，但楓樹先出現樹幹空心，無法承受風雨襲擊而斷裂，接著老樟樹也出現樹幹空洞化，居民因此擔心步上老楓樹後塵。多次前往觀察的陳仰聖，發現是因白蟻蟲蛀等原因，於是向鎮公所及縣政府請命搶救，在2010年4月12日和鎮長彭聖富等人前往會勘。彭聖富透過縣府聯繫，請來行政院農業委員會林業試驗所傅春旭博士在次月6日會診後，開出三帖藥方包括「撲滅白蟻」、「清除腐朽菌」與「基座改善」。
福田樹木保育基金會於2011年11月15日派出蔡清郎、陳香伊等十多名樹醫生，逐一為樹洞清除表皮的腐朽部分，再補強殺菌。接下來會在樹洞灌入發泡劑，將樹洞填實，支撐樹幹。由於老樟樹有大大小小近二十個朽洞，甚至樹幹洞深比成人還高，療程粗估至少半個月。

## 觀光
因這棵老樟樹型優美，經常吸引愛樹人士駐足欣賞。也會有幼稚園來此校外教學。永寧里長黃耀昌表示，一些鐵馬族路過時會繞進小路，在此老樹休憩與拍照留念。經桃園縣政府認定是縣內最老的樟樹後，時任縣長的朱立倫在2007年1月4日率領民代、士紳以鮮花素果祭拜樹下的土地公廟，並允諾為老樟樹設計生態之旅。有民代建議在老樟樹下建涼亭，被時任永寧里長的蕭寶忠否決。
當地黃姓地主同意楊梅市公所使用他們家的小徑作為看此樹的通道，但聲明遊客要步行，以保護家人安全。後來，縣府農業發展局重新闢建人行步道，讓遊客觀看不必借用私人土地。

## 祭祀

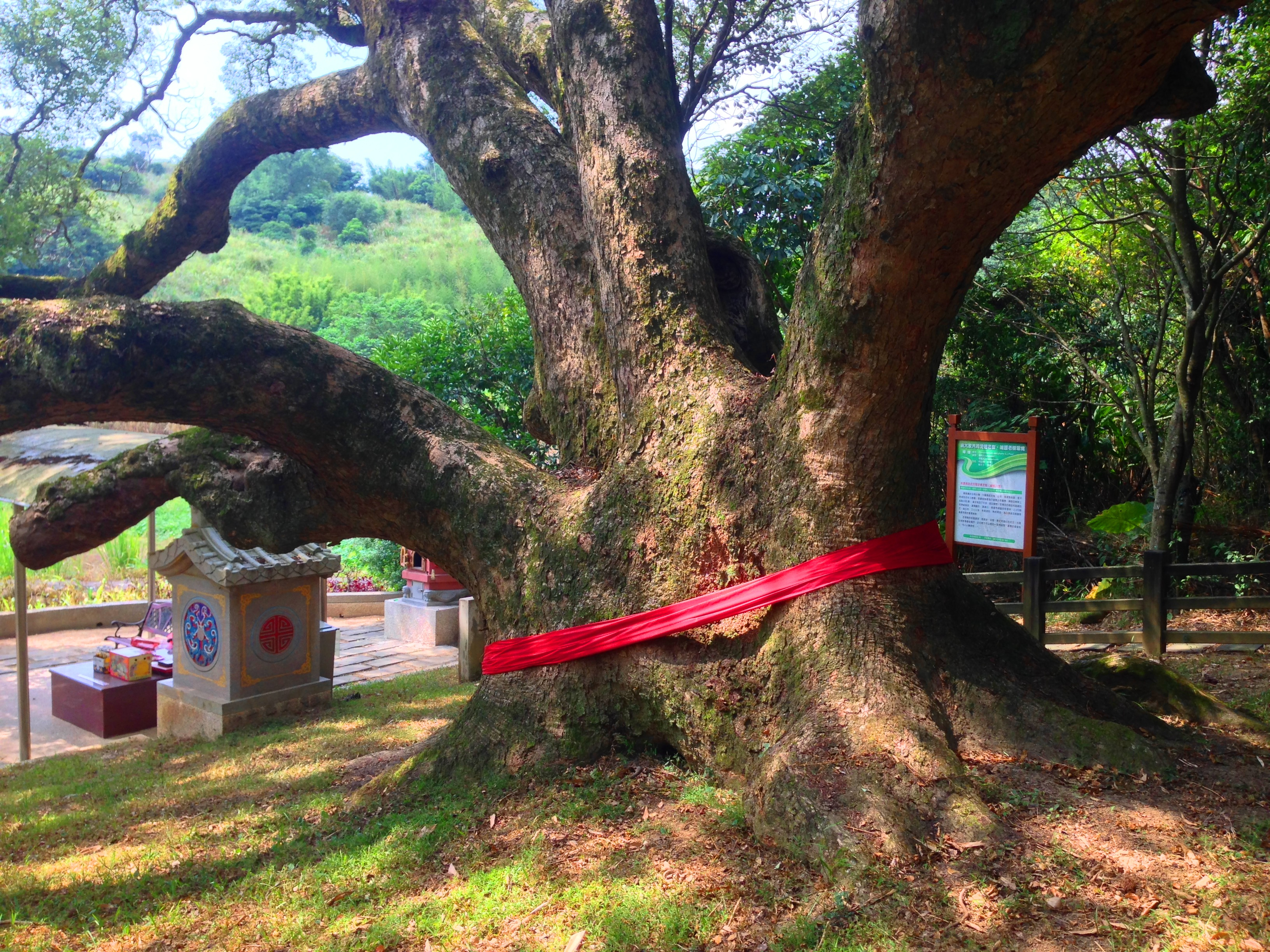
楊梅樟樹伯公樹幹

過去此樹下長期供奉三顆石堆成的土地神，香爐下石碑刻有明朝「洪武二年」，是小楊梅地區信仰中心。楊梅客家庄的居民會在天穿日這天祭祀此樹。2008年採訪時，住戶黃裕光考量居民到此樹祭拜拜，就在30多年前以廢電桿、木板搭建便橋，方便信眾前往。
桃園縣府在2010年聘請專家治病，研判間靠樹根的小土地公廟勢必遷走，讓老樟樹有生長空間。時任桃園縣自然生態教育學會理事長的陳仰聖及附近的驛品香生態農園園長蕭忠正認為，民眾祭拜會踩樹根、燒紙錢，所以應儘快移出，為說服當地耆老，還帶去探訪其他縣市如何保存老樹，終於獲得共識，由當地長大的鄭泰演自願擔任管委會主委。
居民集資新台幣六十萬元在樟樹前新蓋一座長寬各1公尺、高160公分的小型石造土地公廟，取名為「樟樹伯公」。外部搭建雨棚，但內部不設神像，以石碑取代。鄭泰演表示很久以前曾有信眾要為土地公蓋廟，但土地公不同意，後來眾香客擲筊請示，保證會將廟蓋在樟樹前，隨即擲出聖筊。
土地公廟於2011年3月31日，在老樟樹根前三公尺重新安座。2014年2月19日的天穿日，楊梅市長彭聖富與縣議員周玉琴、楊梅市民代表會主席鍾源清等人為該樹披掛紅綵帶，祈禱樟樹伯公保佑楊梅合境平安。